# Ice in the Sun
«Ice in the Sun» es una canción de la banda británica de rock Status Quo, incluida como la tercera pista del álbum Picturesque Matchstickable Messages from the Status Quo de 1968. En agosto del mismo año se publicó como su tercer sencillo, a través de Pye Records.
Escrita por los compositores ingleses Marty Wilde y Ronnie Scott, se convirtió en su segundo sencillo más exitoso hasta ese entonces ya que alcanzó el puesto 8 en la lista UK Singles Chart. De igual manera logró el lugar 70 en los Billboard Hot 100, siendo hasta el día de hoy su último sencillo en ingresar en dicha lista estadounidense.

## Músicos
- Francis Rossi: voz y guitarra líder
- Rick Parfitt: voz y guitarra rítmica
- Alan Lancaster: bajo
- John Coghlan: batería
- Roy Lynes: teclados